# Everybody Loves Sausages
 (janvier 2018).
Albums de Melvins
Freak Puke
(2012) Tres Cabrones
(2013)
Singles
1. Black Betty
Sortie : 1er octobre 2011
2. Female Trouble / Carpe Diem
Sortie : 31 décembre 2012

Everybody Loves Sausages est un album de reprises du groupe de rock américain Melvins, sorti le 30 avril 2013 sur le label Ipecac Recordings. 

## Présentation
À la manière de ce qu'il a fait sur The Crybaby en 2000, le groupe présente des invités sur la plupart des pistes et fait même appel au Melvins Lite sur trois d'entre elles[Lesquelles ?].
Trois des chansons sont précédemment publiées sur des EPs partagés. Black Betty est joué sur un split de 7" avec le Jon Spencer Blues Explosion reprenant ce même titre (en 2011), tandis que Female Trouble et Carpe Diem apparaissent sur un split de 12" avec le groupe Redd Kross (en 2012).
Bien qu'il s'agisse d'un album de reprises, le titre Heathen Earth n'en est pas vraiment une. Il s'agit, en fait, une interprétation dans le style des réalisations du groupe  Throbbing Gristle, ce dernier n'ayant aucune chanson avec ce nom, même si Heathen Earth est le titre d'un de leurs albums. Buzz Osborne a déclaré dans une interview pour Spin magazine « C'est Heathen Earth dans le style de ce que Throbbing Gristle ferait. »[réf. nécessaire].
Entre 2013 et 2015, le label Amphetamine Reptile Records publie une série, intitulée 9 Clowns of the Apocalypse, de singles vinyle 7" en édition limitée. Se composant de 9 disques Tribute (« hommage »), elle regroupe dix des chansons de l'album Everybody Loves Sausages. Sept de ces disques présentent, également, une reprise bonus de chaque groupe respectif (voir infra). Cette série est éditée, en janvier 2016, en coffret compilation dans une édition spéciale limitée et numérotée.

## Liste des titres
| 1.    | Warhead (feat. Scott Kelly)                                             | Anthony Bray, Jeffrey Dunn, Conrad Lant                         | Venom             | 4:41  |
| 2.    | Best Friend (feat. Caleb Benjamin)                                      | John Deacon                                                     | Queen             | 2:31  |
| 3.    | Black Betty                                                             | Traditionnel, arrangé par Huddie Ledbetter                      | Leadbelly         | 1:47  |
| 4.    | Set It on Fire (feat. Mark Arm)                                         | Kim Salmon (en)                                                 | The Scientists    | 2:36  |
| 5.    | Station to Station (feat. J.G. Thirlwell)                               | David Bowie                                                     | David Bowie       | 11:20 |
| 6.    | Attitude (feat. Clem Burke)                                             | Ray Davies                                                      | The Kinks         | 3:33  |
| 7.    | Female Trouble                                                          | John Waters                                                     | Divine            | 3:11  |
| 8.    | Carpe Diem                                                              | Tuli Kupferberg                                                 | The Fugs          | 3:06  |
| 9.    | Timothy Leary Lives                                                     |                                                                 | Pop-O-Pies (en)   | 2:04  |
| 10.   | In Every Dream Home a Heartache (feat. Jello Biafra and Kevin Rutmanis) | Bryan Ferry                                                     | Roxy Music        | 9:05  |
| 11.   | Romance                                                                 | Pat Stratford, Lyon Wong, Steve Hunt, Geoff Magner, Mike Hunter | Tales of Terror   | 2:58  |
| 12.   | Art School (feat. Tom Hazelmyer)                                        | Paul Weller                                                     | The Jam           | 3:16  |
| 13.   | Heathen Earth                                                           |                                                                 | Throbbing Gristle | 4:03  |
| 54:10 |                                                                         |                                                                 |                   |       |

| A. | I Told You I Was Crazy  |  |
| B. | Tie My Pecker To A Tree |  |

### Tributes
| A. | Swampland      | 4:20 |
| B. | Set It on Fire | 2:37 |

| A. | Warhead              | 4:40 |
| B. | In League with Satan | 3:31 |

| A. | Attitude | 3:32 |
| B. | Victoria |      |

| A. | Timothy Leary Lives (Pop-O-Pies) | 2:03 |
| B. | Romance (Tales of Terror)        | 2:57 |

| A. | In Every Dream Home a Heartache |  |

| A. | Station to Station |  |
| B. | Breaking Glass     |  |

| A. | Best Friend  | 2:31 |
| B. | Now I'm Here |      |

| A.  | Art School          | 3:15 |
| B1. | Modern World        |      |
| B2. | Batman (Neal Hefti) |      |

| A. | Heathen Earth  | 4:03 |
| B. | Subhuman       |      |
|    | 'Flexi disc'   |      |
| C. | Hamburger Lady |      |

## Crédits
| - Buzz Osborne : guitare électrique, basse, chant, chœurs, stylophone - Dale Crover : batterie, chœurs - Jared Warren : basse, chœurs - Coady Willis : batterie, chœurs - Scott Kelly, Tom Hazelmyer : guitare, chant - Caleb Benjamin, Mark Arm, J.G. Thirlwell, Jello Biafra : chant - Clem Burke : batterie - Trevor Dunn : contrebasse, chant - Kevin Rutmanis : basse - Toshi Kasai : claviers | - Production : Melvins - Mastering : John Golden - Ingénierie, enregistrement : Toshi Kasai - Ingénierie : J.G. Thirlwell - Artwork : Mackie Osborne |

### Tributes
1. ↑  (en-US) « 9 Clowns Of The Apocalypse - Series », sur Discogs (consulté le 27 janvier 2018)
2. ↑  (en) « Clown Tribute Series Full Box Set » (album), sur Discogs et Tribute/Clown Series Box  sur MusicBrainz - Série "9 Clowns of the Apocalypse" - Box set 9 × vinyles 7", Single et Flexi-disc, édition spéciale limitée et numérotée (Amphetamine Reptile Records, 04/01/2016)
3. ↑  (en) « A Tribute to the Scientists » (liste des versions de l'album), sur Discogs - Vinyle 7", Single, Limited Edition, Série "9 Clowns of the Apocalypse" (Amphetamine Reptile Records, 01/07/2013)
4. ↑  (en) « A Tribute to Venom » (liste des versions de l'album), sur Discogs - Vinyle 7", Single, Limited Edition, Série "9 Clowns of the Apocalypse" (Amphetamine Reptile Records, 01/07/2013)
5. ↑  (en) « A Tribute to the Kinks » (liste des versions de l'album), sur Discogs - Vinyle 7", Single, Limited Edition, Série "9 Clowns of the Apocalypse" (Amphetamine Reptile Records, Novembre 2013)
6. ↑  (en) « A Tribute to Pop-O-Pies and Tales of Terror » (liste des versions de l'album), sur Discogs - Vinyle 7", Single, Limited Edition, Série "9 Clowns of the Apocalypse" (Amphetamine Reptile Records, 2013)
7. ↑  (en) « A Tribute to Roxy Music » (liste des versions de l'album), sur Discogs - Vinyle 7", Single, Limited Edition, Série "9 Clowns of the Apocalypse" (Amphetamine Reptile Records, 01/12/2013)
8. ↑  (en) « A Tribute to David Bowie » (liste des versions de l'album), sur Discogs - Vinyle 7", Single, Limited Edition, Série "9 Clowns of the Apocalypse" (Amphetamine Reptile Records, 08/04/2014)
9. ↑  (en) « A Tribute to Queen » (liste des versions de l'album), sur Discogs - Vinyle 7", Single, Limited Edition, Série "9 Clowns of the Apocalypse" (Amphetamine Reptile Records, 08/04/2014)
10. ↑  (en) « A Tribute to The Jam » (liste des versions de l'album), sur Discogs - Vinyle 7", Single, Limited Edition, Série "9 Clowns of the Apocalypse" (Amphetamine Reptile Records, Mars 2015)
11. ↑  (en) « A Tribute to Throbbing Gristle » (liste des versions de l'album), sur Discogs - Vinyle et Flexi-disc 7", Single, Limited Edition, Série "9 Clowns of the Apocalypse" (Amphetamine Reptile Records, Mars 2015)